# Armée du Rhin
Armée du Rhin (deutsch Rheinarmee) war die Bezeichnung einer französischen Armee im Deutsch-Französischen Krieg 1870/71.

## Geschichte
„Rheinarmee“ war der Titel für eine französische Armee im Deutsch-Französischen Krieg von 1870/71. Zu Beginn des Krieges wurde der Begriff „Rheinarmee“ für die gesamte französische Armee im Kriegseinsatz verwendet. Spätestens nach der Belagerung von Metz wurden als „Rheinarmee“ nur noch die in Metz eingeschlossenen Truppen bezeichnet.

### Strategisches Ziel bei Kriegsbeginn
Strategisches Ziel der französischen Armee war der Angriff nach Deutschland hinein, etwa ein Übergang über den Rhein zwischen Germersheim und Mainz mit anschließendem Vormarsch in Richtung auf Frankfurt und Würzburg. Damit wollte Napoléon III. nicht nur den Krieg nach Deutschland tragen, sondern auch eine Trennung der Truppen des Norddeutschen Bundes mit den süddeutschen Verbänden herbeiführen und diese aus dem Krieg mit Preußen heraushalten. Mit schnellen Anfangserfolgen hoffte er außerdem auf einen Kriegseintritt Österreichs und Dänemarks sowie evtl. Russlands, auch wenn hierfür keine entsprechenden Verträge vorlagen.

### Zusammensetzung und Stärke der Armee
Die Französische Armee bestand beim Kriegsausbruch aus dem I. bis VI. Korps und der Garde.
Insgesamt hatte die Rheinarmee eine Sollstärke von ca. 300 Bataillonen, mit einer Nennstärke von jeweils ca. 1.000 Mann. Aufgrund von Problemen mit der Mobilmachung und dem Aufmarsch standen jedoch einige Einheiten nicht oder nicht vollständig zur Verfügung. Das I. und V. Korps unter Marschall Mac-Mahon bildete dabei die sogenannte Elsassarmee. Allerdings stand unmittelbar bei Ausbruch der Kämpfe nur das I. Korps im Elsass, das V. Korps war erst in Richtung Saarbrücken in Marsch gesetzt worden und dann zur Festung von Bitche zurückgezogen worden. Dieses Korps kam daher in den ersten Schlachten nicht zum Einsatz.
Die erste offensive Aufstellung Anfang August 1870 war wie folgt: das I. Korps im nördlichen Elsass (Hauptquartier in Frœschwiller), II. Korps in Spichern, III. Korps bei Saint-Avold, IV. Korps bei Thionville, und V. Korps in Bitche und als Reserve die Garde auf dem Weg von Nancy nach Saint-Avold und das VI. Korps bei Châlons, ab 3. August auf dem Weg nach Nancy.

### Übersicht der Verbände
| Einheit und Kommandanten | Einheit und Kommandanten |
| ------------------------ | ------------------------ |
| I. Korps                 | MacMahon                 |
| II. Korps                | Frossard                 |
| III. Korps               | Bazaine                  |
| IV. Korps                | Ladmirault               |
| V. Korps                 | Failly                   |
| VI. Korps                | Canrobert                |
| VII. Korps               | Félix Douay              |
| Garde                    | Bourbaki                 |

### Kriegseinsatz
Am 28. Juli 1870 übernahm Napoléon III. in Metz (→ Festung Metz) persönlich das Kommando über die Rheinarmee, das er jedoch krankheitsbedingt am 13. August wieder an Marschall François-Achille Bazaine übergeben musste. Der Abmarsch zur Grenze erfolgte jedoch nur sehr zögerlich. Nach den Berichten von Friedrich Engels war die Ausrüstung unvollständig und die Truppen somit teilweise nicht einsatzbereit, so dass große Teile der Armee überhaupt nicht aus dem Aufstellungsraum um Metz herausgehen konnten.
Nach den ersten Niederlagen bei Weißenburg am 4. August, Spichern und Wörth am 6. August war die Armee auf dem Rückzug. Dabei gingen drei Korps unter Mac-Mahon in Richtung Nancy, während die übrigen Einheiten entweder noch bei Metz standen oder sich hierhin zurückzogen.
Die Truppen von Mac-Mahon gingen über Châlons zurück und wurden ab dort als Armée de Châlons bezeichnet.

### Einschließung in Metz
Ein für Mitte August geplanter Rückzug von Metz über Verdun in Richtung auf Châlons erfolgte nicht mehr, die Rheinarmee wurde mit insgesamt 180.000 Mann in den Schlachten bei Colombey, Mars-la-Tour/Vionville und Gravelotte besiegt und zuletzt bei der Belagerung von Metz eingekesselt.
Größere Ausbruchsversuche erfolgen nicht, schon nach kurzer Belagerung hatten Ausfälle nur noch das Ziel, zusätzlichen Proviant zu erbeuten. Die Truppen kapitulierten schließlich am 27. Oktober 1870. Dieses Datum bezeichnet gleichzeitig das Ende der Rheinarmee.